# Diagnostic préimplantatoire

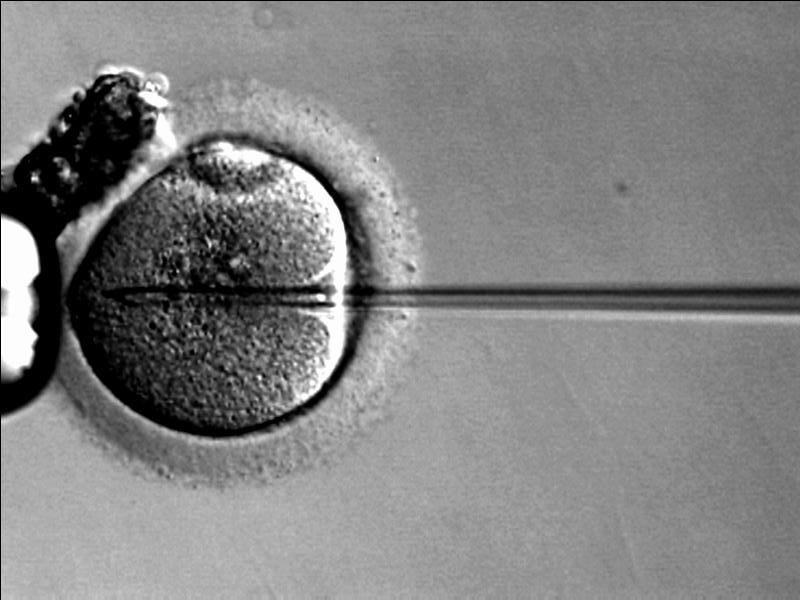
Fécondation in vitro par injection intracytoplasmique de spermatozoïde.

Le diagnostic préimplantatoire (DPI) permet de détecter la présence d'éventuelles anomalies génétiques ou chromosomiques dans les embryons conçus après fécondation in vitro. Le but étant de différencier les embryons atteints d'une maladie génétique de ceux porteurs sains ou indemnes. Pour cela une à deux cellules (blastomères) sont prélevées sur l'embryon au troisième jour de développement. Le matériel génétique de ces blastomères est ensuite analysé par des techniques de PCR ou d'hybridation in situ en fluorescence afin de sélectionner les embryons dépourvus d'affection génétique qui seront transférés dans l’utérus de la future mère.
Le DPI repose sur une fécondation in vitro et la possibilité qu'un nombre important d'embryons puisse être obtenu assurant statistiquement la présence d'au moins un embryon sain qui pourra être transféré. Cette production importante d'embryons soulève la question sur l'avenir des embryons surnuméraires qui n'auront pas été sélectionnés pour l'implantation.
Le diagnostic préimplantatoire est une alternative au diagnostic prénatal qui implique, en cas d'enfant atteint par l'affection génétique, une éventuelle interruption médicale de grossesse (IMG) et présente un risque accru de fausse couche (1 sur 1 000) du fait de la biopsie que nécessite le diagnostic prénatal. Les expériences traumatisantes et douloureuses qu'impliquent des IMG parfois répétées et l'incertitude sur l'état de santé de l'enfant à venir et son pronostic vital peuvent ainsi être évitées au couple qui peut envisager une grossesse plus sereine.

## Procédure du diagnostic préimplantatoire
Un cycle de DPI comprend plusieurs étapes :
- la stimulation ovarienne, nécessaire pour permettre le développement de plusieurs follicules ovariens ;
- le prélèvement des ovocytes ;
- la fécondation in vitro de plusieurs ovocytes matures, par injection intracytoplasmique de spermatozoïde (ICSI) ;
- le prélèvement cellulaire. Plusieurs options sont possibles :
  - le prélèvement d'un globule polaire : il ne permet d'analyser que le matériel génétique de la mère, mais l'expulsion du premier globule polaire étant faite avant la fécondation, l'utilisation de ce type de cellules permet de réaliser un diagnostic préimplantatoire dans des pays où la législation n'autorise pas la manipulation de l'embryon[1],
  - le prélèvement au cours du stade de la segmentation : l'embryon, au troisième jour, comporte alors moins d'une dizaine de cellules. Cette technique est largement utilisée. Elle ne met pas à l'abri d'un mosaïcisme où la cellule prélevée est normale mais pas ses voisines,
  - le prélèvement au cinquième jour : l'embryon est alors au stade de blastocyste et la biopsie concerne alors le trophoblaste. Le risque théorique de léser l'embryon serait alors moindre puisque le prélèvement concerne une partie destinée à former le futur placenta (tissus extraembryonnaires). Toutefois, la probabilité de détecter une éventuelle anomalie génétique en mosaïque est diminuée,
- l'analyse du matériel génétique des cellules prélevés par des techniques de génétique moléculaire ou de cytogénétique en fonction de l'anomalie génétique qui doit être identifiée ;
- la sélection et le transfert dans la cavité utérine de la future mère des embryons qui auront été choisis (embryons sains ou porteurs non atteints ou présentant une caractéristique particulière, selon le contexte, la maladie génétique et la décision qui aura été prise en concertation avec le couple pendant le conseil génétique).

## Historique
- 1987 : apparition du DPI dans la presse scientifique
- 1990 : premier DPI réalisé en Angleterre avec détermination du sexe de l'embryon pour une maladie présente uniquement chez le garçon[2]
- 1992 : naissance en Angleterre du tout premier enfant conçu grâce au DPI
- 1994 : naissance du premier enfant issu du DPI en Belgique[3]
- 1994 : le DPI devient légal en France
- 2000 : naissance de Valentin à l’hôpital Antoine-Béclère, le premier enfant conçu grâce au DPI en France
- 2012 : naissance à Barcelone du premier bébé d’un père souffrant d’une double anomalie chromosomique[4],[5].

Le consortium ESHRE ou «European Society of Human Reproduction and Embryology» fait état d'environ trois mille enfants nés après une biopsie embryonnaire en Europe et dans plusieurs centres à travers le monde.

## Indications
La première indication, dite diagnostique, du DPI est d'éviter à des couples atteints ou porteurs d'une maladie génétique rare et grave de la transmettre à leur enfant (myopathie, mucoviscidose, neurofibromatose, bêta-thalassémie, rétinite pigmentaire, dystrophie musculaire de Becker, hémophilie A ou maladie de Huntington, par exemple). Il s'applique également lorsque l'un des partenaires d'un couple est porteur d'une anomalie chromosomique de structure équilibrée chez lui, mais pouvant aboutir à un génotype déséquilibré pathogénique ou létal chez le fœtus (une translocation réciproque balancée, une translocation robertsonienne ou une inversion). Il s'agit généralement de couples dont les anomalies génétiques familiales sont connues ou plus fréquemment lorsqu'un précédent enfant malade ou la survenue de fausses-couches à répétition ont permis de révéler la présence d'une anomalie génétique ou chromosomique et de définir le risque de transmission et de récurrence. Dans d'autres cas, la sélection d'un embryon d'un sexe donné permet de garantir l'absence d'une maladie si cette dernière ne concerne qu'un seul sexe (maladie liée au sexe).
La deuxième indication, dite de dépistage, concerne des parents n'ayant aucune maladie héréditaire connue mais dont la mère a fait plusieurs fausses couches avec anomalies chromosomiques de l’embryon (aneuploïdie). La méthode par hybridation in situ en fluorescence (FISH) ne permet pas d'analyser l'ensemble des chromosomes et sa rentabilité est discutée. L’utilisation d'autres techniques permettant d'analyser l'ensemble des chromosomes entraînerait un plus fort taux de succès lors de l'implantation. La population la plus susceptible de bénéficier de ces techniques restent à déterminer.
Il serait possible théoriquement de déterminer d'autres caractères de l'embryon, comme sa future couleur de cheveux mais l'utilisation du diagnostic préimplantatoire dans ce but pose des problèmes éthiques. Le choix du sexe de l'enfant est l'indication retenue dans un diagnostic préimplantatoire sur six aux États-Unis.
Le DPI est parfois utilisé pour sélectionner un embryon qui soit compatible HLA avec une personne malade de sa famille afin de devenir un potentiel donneur de tissu. Des médias ont qualifié les enfants conçus dans cette optique de «bébés-médicaments».

## Utilisation élargie du DPI dans la procréation assistée
Le diagnostic préimplantatoire (DPI) est principalement utilisé pour détecter les anomalies chromosomiques des embryons lors de la procréation assistée. L'évaluation visuelle de la morphologie des embryons in vitro est souvent peu fiable, surtout chez les patients de plus de 39 ans. Certains centres explorent l'utilisation du caryotype complet des blastomères ou des corps polaires pour améliorer la sélection des embryons viables. Bien que l'utilisation croissante du DPI, notamment pour l'analyse de l'aneuploïdie, soit prévue, son efficacité globale reste à établir. Le DPI est également utile pour les couples ayant des translocations chromosomiques et ayant connu des avortements spontanés répétés. Bien que son utilisation pour exclure les embryons aneuploïdes du transfert ne pose généralement pas de problèmes éthiques majeurs, une sélection prudente des patients et la consultation des comités d'éthique et de recherche sont essentielles avant d'offrir ces services, en particulier pour des programmes non équipés,.

### DPI pour les conditions de susceptibilité
Le diagnostic préimplantatoire (DPI) est désormais étendu pour éviter la naissance d'enfants en bonne santé mais porteurs de gènes de susceptibilité au cancer, tels que les mutations sur les gènes TP53, BRCA1 et BRCA2. Sur le plan éthique, la question est de savoir si le fardeau lié à la transmission de ces gènes justifie les procédures complexes de FIV et de DPI. Bien que légal aux États-Unis, le DPI pour ces conditions n'est pas encore autorisé au Royaume-Uni. En France, la validation d'un DPI se fait lors d'une réunion de Centre Pluridisciplinaire de Diagnostic Prénatal (CPDPN), quelques cas ont été acceptés, mais toujours lors d'une histoire familiale très marquée par le cancer.
Les arguments en faveur de cette utilisation du DPI soulignent l'intérêt des parents à avoir des enfants en bonne santé, exemptés du fardeau lié à une surveillance constante ou à des mesures préventives. Bien que les embryons n'aient pas de droits, certains estiment qu'ils méritent un respect particulier, justifiant ainsi l'utilisation du DPI pour éviter la transmission de gènes de susceptibilité au cancer. Des obstacles légaux, tels que des brevets sur les gènes testés, limitent actuellement l'accès aux tests de dépistage, mais une contestation en cours pourrait potentiellement améliorer l'accès en Europe,.

### DPI pour les affections tardives
Une femme porteuse du gène de la maladie d'Alzheimer précoce a utilisé le diagnostic préimplantatoire (DPI) pour s'assurer que son enfant ne serait pas porteur de cette maladie. Les questions éthiques soulevées concernent le choix de permettre à une personne connaissant sa propre susceptibilité à une maladie à début tardif d'avoir un enfant exempt du gène, malgré le risque que l'enfant perde prématurément un parent. Certains estiment que cette décision est éthique, arguant que le désir de reproduction est aussi légitime pour ces personnes que pour d'autres cherchant des services d'infertilité. Comparaisons sont faites avec d'autres situations médicales, comme la procréation assistée pour des personnes atteintes du VIH ou d'autres maladies graves. Bien que l'enfant puisse être confronté à des risques de deuil précoce, l'argument avancé est que le traumatisme psychologique ne rend pas la vie de l'enfant sans avantages évidents, et donc, aider les parents à se reproduire dans ces circonstances n'est pas considéré comme causant des souffrances inutiles ou indues à l'enfant,.

### DPI pour l’appariement HLA pour un enfant existant
Le diagnostic préimplantatoire (DPI) a été utilisé pour permettre à une famille avec un enfant atteint d'anémie de Fanconi d'avoir un autre enfant servant de source de cellules souches hématopoïétiques. Sans greffe de cellules souches, le premier enfant risque de décéder. Le DPI permet aux parents de transférer dans l'utérus des embryons exempts de la maladie et compatibles HLA avec l'enfant existant, offrant ainsi une solution plus sûre et efficace que d'autres méthodes. Bien que le DPI soit effectué en partie pour choisir des embryons compatibles HLA pour un enfant existant, cela ne devrait pas avoir d'importance morale selon certains experts. La HFEA a accepté le DPI pour l'appariement HLA dans les cas d'anémie de Fanconi mais a limité son utilisation pour d'autres conditions, une restriction qui pourrait nécessiter une réévaluation. La création et l'élimination d'embryons pour fournir des cellules souches à un enfant existant sont considérées comme une utilisation légitime du DPI en réponse à un besoin familial essentiel,,,,.

### DPI pour la sélection du sexe
Le diagnostic préimplantatoire (DPI) suscite la controverse en raison de son utilisation pour la sélection non médicale du sexe, répondant aux préférences parentales pour un enfant en bonne santé d'un sexe spécifique. L'American Society of Reproductive Medicine (ASRM) initialement décourage cette pratique, mais reconnaît plus tard son utilisation pour la variété des sexes, en distinguant entre le premier enfant et les enfants suivants. Cependant, le comité souligne la nécessité de preuves montrant l'importance de la diversité des sexes dans les familles pour justifier le DPI dans ces circonstances,. Des preuves pourraient provenir de familles spécifiques ayant un fort désir d'avoir des enfants des deux sexes, justifiant ainsi la création et la destruction d'embryons à cette fin. Des exemples de ce besoin incluent des familles avec deux enfants ou plus du même sexe qui n'auraient un autre enfant que s'ils pouvaient garantir un enfant du sexe opposé, ou des familles ayant perdu un enfant et souhaitant avoir un autre enfant du même sexe. Une variante de cette situation se produit en Inde, où le DPI est utilisé pour sélectionner un deuxième enfant de sexe masculin pour les couples ayant déjà une fille en raison de l'importance culturelle d'avoir un héritier mâle,,.

### Optimisation du DPI par l'intelligence artificielle
L'intégration de l'intelligence artificielle (IA) dans le processus de diagnostic préimplantatoire représente une avancée majeure vers l'amélioration des résultats des procédures de procréation assistée. Les développements récents, comme ceux présentés par Khosravi et al. (2019) et Dimitriadis et al. (2021), montrent que l'IA, en particulier les algorithmes d'apprentissage profond, peut surpasser les méthodes d'évaluation embryonnaire traditionnelles. En effectuant des analyses précises et objectives des images d'embryons obtenues par time-lapse, l'IA permet une sélection plus efficace des embryons pour le transfert, augmentant ainsi les chances de grossesse réussie pour les couples. Ce progrès technologique ouvre des perspectives prometteuses pour la personnalisation et l'optimisation des traitements de fertilité, en alignant étroitement les approches diagnostiques avec les besoins spécifiques de chaque patient,.

### Avancées technologiques dans le diagnostic génétique préimplantatoire
L'étude de Zhang et al. (2024) a introduit une avancée dans le diagnostic génétique préimplantatoire (PGT), mettant en évidence l'utilisation de la technologie de séquençage par lecture liée pour l'identification des chromosomes en anneau 17. Cette méthode a permis une détection précise de la variabilité du nombre de copies (CNV), améliorant significativement la précision du PGT. Parallèlement, Xie et al. (2022) ont développé HaploPGT, une plateforme de PGT basée sur le haplotypage qui combine plusieurs analyses pour détecter diverses conditions génétiques en un seul test. Cette innovation représente un bond en avant dans la réduction des coûts et l'efficacité du PGT, offrant une identification précise des anomalies chromosomiques et génétiques. Ces progrès technologiques marquent une contribution notable au champ du diagnostic génétique, ouvrant la voie à des interventions plus ciblées et efficaces dans la reproduction assistée.

#### Le test génétique préimplantatoire non invasif (niPGT)
Le niPGT est une méthode non invasive pour tester les anomalies génétiques des embryons en analysant l'ADN libre (cfDNA) libéré dans le milieu de culture. Contrairement au PGT-A traditionnel, il n'y a pas besoin de biopsier l'embryon, ce qui réduit les risques de dommages.
Bien que les premières études montrent une bonne concordance avec les tests traditionnels, plusieurs défis persistent, notamment l'origine incertaine du cfDNA et la possibilité de résultats faussés par des cellules aneuploïdes. Malgré ces obstacles, cette méthode pourrait, à l'avenir, remplacer les techniques invasives dans certains cas.

## Limites du DPI
La prouesse technologique d’un DPI est d’obtenir un nombre suffisant d’embryons à haut potentiel de développement, dont il faut déterminer le diagnostic génétique à partir d’une seule cellule. L’absence de critères non invasifs permettant de connaître la viabilité d’un embryon réduit les équipes clinicobiologiques à obtenir un nombre élevé d’embryons de bonne morphologie.
Dans le cadre du diagnostic chromosomique, les mosaïques embryonnaires sont fréquentes et source d’erreur diagnostique. Dans le cadre du DPI génique, en dehors des impossibilités du diagnostic (mise en évidence de duplication, analyse de fragment de grande taille), le peu de matériel biologique disponible exige de recourir à une optimisation des techniques de PCR pour obtenir le niveau de sensibilité requis. Il en résulte un risque de contamination de la réaction par d’autres cellules ou par des fragments d’ADN préalablement amplifiés. Ces contaminations peuvent être, là encore, source d’erreur diagnostique. Par ailleurs, il persiste un risque inhérent à la PCR sur cellule unique, celui du phénomène d’allèle drop-out (amplification d’un seul des deux allèles présents dans la cellule. Les conséquences de ce phénomène peuvent être dramatiques, par exemple dans le cas d’une pathologie autosomique dominante où seul l’allèle sain est amplifié, conduisant à méconnaître l’allèle atteint dans la cellule et à une erreur diagnostique. Enfin, à côté de ces difficultés, le bref délai du diagnostic (12 à 24 heures) imposé par la nécessité du transfert rapide des embryons impose le recours à des techniques d’analyse elles-mêmes rapides.
Le consortium de DPI a fait état de 11 erreurs diagnostiques en ne considérant que les DPI effectués dans le cadre de diagnostic génétique (soit environ 400 grossesses), c’est-à-dire en excluant les dépistages (PGS) et les diagnostics de sexe pour convenance, : deux erreurs ont été rapportées dans le cadre d’un diagnostic de sexe, l’une pour une myopathie de Duchenne et l’autre pour une rétinite pigmentaire liée à l’X ; des erreurs ont également été rapportées dans le cadre d’une β-thalassémie, de la dystrophie myotonique de Steinert et de la neuropathie amyloïde ; enfin, trois erreurs ont été rapportées dans le cadre d’un diagnostic de la mucoviscidose, et trois erreurs diagnostiques concernent un DPI chromosomique. Au total, les données les plus récentes font état d’un risque d’erreur de 2,2 %, comprenant un risque d’erreur d’environ 0,9 % à la suite d’un diagnostic chromosomique, et de 9,1 % après PCR

## Échecs et succès
La principale contrainte du DPI est la nécessité de recourir à une fécondation in vitro pour des couples souvent normalement fertiles. D’après les données publiées, le risque d’annulation avant la ponction ovocytaire est de près de 30 %, compte tenu des critères de superovulation exigés, et la probabilité d’aller jusqu’au transfert d’embryon est d’environ 75 %. Actuellement, les chances pour une femme d’être enceinte après transfert embryonnaire sont inférieures à celles d’une fécondation in vitro « classique » (taux d’implantation de 20 %, contre 28 %). Au total, les chances d’avoir un enfant sain au terme de la procédure sont d’environ 16 %.

## Pathologies prises en charge
En France, à côté des maladies fréquentes (telles que la mucoviscidose, la maladie de l’X fragile, l’amyotrophie spinale, la maladie de Steinert, et la détermination du sexe des embryons pour les maladies récessives liées à l’X), il a été proposé de répartir les indications plus rares entre les différents centres français. Ainsi, le centre de Montpellier s’est plutôt spécialisé dans les diagnostics génétiques de prédisposition au cancer, celui de Strasbourg dans la chorée de Huntington et l’achondroplasie, celui de Paris dans le diagnostic spécifique d’affections liées au chromosome X (notamment le déficit en OTC, ornithine carbamyl transférase), les myopathies de Duchenne-Becker, l’hydrocéphalie liée à l’X, l’adrénoleucodystrophie, l’hémophilie A et l’incontinentia pigmenti, et, enfin, une application plus particulière, le diagnostic pré-implantatoire des mutations de l’ADN mitochondrial . Cependant, l’accès au DPI se modifie et l’activité des centres se diversifie de plus en plus.

## Considérations éthiques
Pour Jacques Testart, l'extension du champ du DPI pourrait mener vers une certaine forme d'eugénisme, « si elle ne s’accompagne pas d’une règle claire et définitive pour circonscrire ce champ ». Il cite, parmi les facteurs favorisants cette dérive, la possibilité d'examiner un très grand nombre d'embryons, l'impossibilité de définir « la limite entre une maladie grave et un handicap léger », et le fait que cette technique poussera à rendre la définition du handicap « de plus en plus subjective ».
Selon le comité consultatif national d'éthique pour les sciences de la vie et de la santé la pratique du DPI , Et des tests anténatales en général exprimerait une attitude stigmatisante non seulement du handicap mais aussi des handicapées dont la vie serait perçue comme ayant moins de valeur. Il souligne que le remède a cette dérive n'est pas l'interdiction des tests dont la finalité est  justement de faire diminuer les souffrances mais une meilleure prise en charge.
Les objections au DPI fondées sur son effet sur les embryons reprennent les débats sur l’avortement et le statut embryonnaire qui ont eu lieu dans de nombreux autres contextes, de l’avortement à la recherche sur les cellules souches embryonnaires. Les gens qui pensent que l’embryon ou le fœtus est une personne s’opposeront à la création et à la destruction d’embryons . D’autres pensent que les embryons préimplantatoires sont trop rudimentaires dans le développement pour avoir des intérêts ou des droits, mais qu’ils méritent un respect particulier comme première étape vers une nouvelle personne. De ce point de vue, le DPI est éthiquement acceptable lorsqu’il est pratiqué pour de bonnes raisons, comme la prévention des descendants atteints d’une maladie génétique grave. En effet, le DPI peut prévenir les avortements sélectifs pour ces maladies. Un problème majeur avec les nouvelles utilisations du DPI est de savoir si elles bénéficient suffisamment aux intérêts humains importants pour répondre aux exigences de respect particulier pour les embryons que les partisans du DPI peuvent exiger.
En Californie, le Fertility Institute permet de choisir le sexe et prétend pouvoir sélectionner la couleur des yeux d'un bébé. En Chine, un article sensationnaliste et largement exagéré a même prétendu qu'une équipe de chercheurs travaillait sur l'identification des allèles déterminant l'intelligence afin d'augmenter potentiellement le quotient intellectuel des chinois sur plusieurs générations.
La question du seuil d'acceptabilité donnant le droit au DPI est difficile: qu'en est il des pathologies graves associées à une anomalie génétique non systématiquement impliquée dans le développement de la maladie ? (exemple de la mutation BRCA1 dans le cancer du sein). Autre situation, la possibilité depuis 2004 en France de sélectionner un embryon sur la base de sa compatibilité HLA avec un frère ou une sœur malade en attente d'une greffe. S'il existe des embryons non HLA compatibles, la patiente est en droit de refuser le transfert mais ne sera pas éligible à une nouvelle DPI.

## Règlementation applicable en Europe
Seize pays disposent d’une règlementation spécifique autorisant certaines utilisations du DPI : la Belgique, le Danemark, l’Espagne, la Finlande, la France, la Géorgie, la Grèce, la Norvège, les Pays-Bas, le Portugal, la République tchèque, le Royaume-Uni, la fédération de Russie, la Serbie, la Slovénie, la Suède et la Suisse .
Deux pays interdisent expressément l'utilisation du DPI: l'Autriche et l'Italie. Edit: En Italie, le DPI est autorisé pour tous depuis une décision de la cour constitutionnelle en 2015 (Sentenza n. 96/2015).
En Allemagne, le DPI n’était pas explicitement couvert par la Loi sur la protection de l’embryon. Il était convenu, toutefois, que le DPI sur des cellules totipotentes était interdit en vertu des dispositions de la Loi, ces cellules répondant à la définition juridique de l’embryon. Cependant, le 23 septembre 2011 le Parlement a adopté une loi (Präimplantationsdiagnostikgesetz, PräimpG) qui autorise le DPI dans certains cas.
Onze pays n'ont pas de cadre juridique règlementant le DPI: la Bulgarie, Chypre, l'Estonie, l'Irlande, la Lettonie, la Lituanie, le Luxembourg, Malte, la Pologne, la Turquie, l'Ukraine.

### Règlementation en France
En France, le DPI est autorisé dans les cas prévus par l'article L2131-4 du code de la santé publique.

## Les législations favorables au DPI

### Espagne
La loi initiale de 1988 permettait le DPI à des fins diagnostiques pour évaluer la viabilité des embryons et détecter des maladies héréditaires. Cependant, cette loi a été critiquée pour son caractère potentiellement eugénique. En 2006, une nouvelle loi a été introduite, détaillant davantage le DPI et élargissant ses indications. Le DPI est désormais autorisé pour détecter des maladies héréditaires graves, non traitables après la naissance, ainsi que d'autres altérations compromettant la viabilité embryonnaire. L'article 12 de la loi de 2006 permet également des indications élargies, soumises à l'approbation des autorités sanitaires et de la Commission nationale de la reproduction humaine assistée. En principe, cela autorise le DPI pour diverses finalités, avec une tendance potentielle à élargir davantage les indications, y compris pour des prédispositions génétiques moins graves ou pour répondre aux souhaits des parents,.

### Royaume-Uni
Le Royaume-Uni a été le pionnier du diagnostic préimplantatoire (DPI) en 1992, peu après l'adoption de la loi sur la fécondation in vitro en 1990. Des modifications ultérieures ont permis l'utilisation du sperme d'un homme décédé et la création d'embryons par clonage à des fins de recherche. Le DPI est implicitement mentionné dans l'Annexe 2 de la loi, soulignant la nécessité d'autorisation pour s'assurer de la condition des embryons et développer des méthodes de détection des anomalies génétiques ou chromosomiques.
La Human Fertilisation and Embryology Authority (HFEA) a émis des directives dans son Code de Pratique, indiquant que le DPI est justifié en cas de risque de maladie génétique grave, d'anomalies chromosomiques chez les femmes plus âgées ou après des échecs de FIV, et pour déterminer l'histocompatibilité avec un frère ou une sœur malade.
Récemment, le gouvernement britannique a décidé de fusionner la HFEA avec la Human Tissue Authority, créant ainsi la Regulatory Authority for Tissue and Embryos (RATE), responsable des techniques de procréation assistée. Cette fusion nécessitera une réforme de la loi de 1990, avec des propositions visant à autoriser explicitement le DPI pour détecter des anomalies chromosomiques ou génétiques, ainsi que pour des applications de typage tissulaire,.

## Dans la culture populaire
Dans le film Bienvenue à Gattaca, sorti en 1997, le diagnostic préimplantatoire a été utilisé pour donner naissance à des enfants au patrimoine génétique impeccable.